# Alpaide
Alpaide (Cudot, 1155 circa – Cudot, 3 novembre 1211) è stata una vergine reclusa del villaggio francese di Cudot.
Il suo culto come beata è stato confermato da papa Pio IX nel 1874.

## Biografia
Di povera famiglia contadina, fu costretta al lavoro nei campi sin dall'infanzia.
A dodici anni cadde malata, forse di lebbra, e fu costretta al letto. Secondo la tradizione agiografica, dopo un anno, il giorno della vigilia di Pasqua, le apparve la Vergine Maria che la guarì dalle piaghe ma la lasciò immobile a letto (poteva muovere solo la testa e il braccio destro): la Vergine le annunciò che non avrebbe più avuto bisogno di cibo corporale e da quel giorno si sarebbe nutrita solo del pane eucaristico.
Guglielmo, vescovo di Sens e zio del re di Francia Filippo II Augusto, ordinò che accanto alla camera dove giaceva immobile Alpaide venisse eretta una chiesa rettoria affidata a una comunità di canonici regolari: attraverso una finestra, la giovane avrebbe potuto assistere alle celebrazioni e ricevere la comunione.
Alpaide ebbe fenomeni mistici ed estasi per tutto il resto della sua vita e numerosi ecclesiastici e nobili si recavano da lei per vederla e ascoltarla.

## Il culto
Il suo corpo fu sepolto nel coro della chiesa, davanti all'altare maggiore.
Papa Pio IX, con decreto del 26 febbraio 1874, ne confermò il culto con il titolo di beata.
Il suo elogio si legge nel martirologio romano al 3 novembre.